# 고창 선운사 동불암지 마애여래좌상
고창 선운사 동불암지 마애여래좌상(高敞 禪雲寺 東佛庵址 磨崖如來坐像)은 전북특별자치도 고창군 아산면 선운사에 있는 고려시대의 마애 여래 좌상이다. 
1994년 5월 2일 대한민국의 보물 제1200호 선운사 도솔암 마애불(禪雲寺 兜率庵 磨崖佛)로 지정되었다가, 2010년 8월 25일 현재의 명칭으로 변경되었다.

## 개요
선운사 도솔암으로 오르는 길 옆 절벽에 새겨진 마애여래좌상으로, 머리 주위를 깊이 파고 머리 부분에서 아래로 내려가면서 점차 두껍게 새기고 있다.
평판적이고 네모진 얼굴은 다소 딱딱하지만 눈꼬리가 치켜 올라간 가느다란 눈과 우뚝 솟은 코, 일자로 도드라지게 나타낸 입술 등으로 얼굴 전체에 파격적인 미소를 띠고 있다. 목에는 3개의 가느다란 주름이 있기는 하지만 상체와 머리가 거의 맞붙어서, 상체 위에 머리를 올려 놓은 것처럼 보인다. 상체는 사각형인데 가슴이 넓고 평판적이어서 양감없는 형태를 보여주고 있다.
옷은 양 어깨를 감싸고 있으며 옷주름은 선을 이용해 형식적으로 표현하였고, 평판적인 가슴 아래로는 치마의 띠매듭이 선명하게 가로질러 새겨져 있다. 무릎 위에 나란히 놓은 두 손은 체구에 비해서 유난히 큼직하고 투박하여 사실성이 떨어지는데 이는 월출산에 있는 마애여래좌상과 비슷한 고려 특유의 마애불 양식이다. 층단을 이루어 비교적 높게 되어 있는 대좌는 상대에 옷자락이 늘어져 덮여 있으며, 하대에는 아래를 향하고 있는 연꽃무늬를 표현하였다.
이 불상은 고려 초기의 거대한 마애불 계통 불상으로 크게 주목받고 있으며, 이 마애불에는 여러 가지 설화가 전해지는데, 그중에 마애불의 명치 부위에 있는
감실에 비결이 들어 있어 그것이 꺼내지는 날 조선이 망한다는 이야기가 있었다. 이 때문에 동학 농민군이 비결을 탈취해 갔다는 말도 전해진다.

## 현지 안내문

### 국문 설명
고창 선운사 동불암지 마애여래좌상
高敞 禪雲寺 東佛庵址 磨崖如來坐像
보물 제1200호
고창 선운사 동불암지 마애여래좌상은 커다란 바위벽에 새긴 불상으로, 신체 높이가 약 15.7m, 무릎 너비는 약 8.5m이며 연꽃무늬를 새긴 받침돌에 앉아 있는 모습이다. 마애불의 양식으로 보면 고려시대의 것으로 추정되지만, 조성 시기는 신라 말기, 고려시대, 조선시대 등으로 의견이 다양하고 백제 위덕왕 때 검단 선사가 새겼다는 전설도 있다. 
마애불 머리 위에는 네모난 구멍들이 뚫려 있는데 그 구멍에 목재가 박혀 있는 것도 있다. 이것들은 마애불의 장엄함을 위해 설치한 닫집(법당의 부처를 모신 자리 위에 만들어 다는 집 모형)이 있었던 흔적이다.  
가슴 아래 새겨진 복장(불상(佛像)을 만들 때, 그 가슴에 금ㆍ은ㆍ칠보(七寶)와 같은 보화(寶貨)나 서책(書冊) 따위를 넣음)에는 비밀스러운 기록이 숨겨져 있다는 이야기가 전해진다. 그 내용은 복장 안에 보관된 비기가 알려지는 날 조선은 망한다는 것이다. 18세기 말 전라감사 이서구가 그 기록을 꺼내 보려다 천둥 소리와 함께 벼락이 떨어져‘전라감사 이서구가 열어 본다’라는 대목만 보고 도로 넣었다고 한다. 100여 년 후 동학농민혁명이 움트던 1892년에 동학 접주 손화중이 그 기록을 무사히 꺼내 가져갔다고 한다. 당시 새로운 세상을 열고자 하는 농민들의 염원을 엿볼 수 있는 전설이기도 하다.

### 영문 설명
Rock-carved Seated Buddha at Dongburam Hermitage Site of Seonunsa Temple, Gochang
Treasure No. 1200
This rock-carved Buddha is said to have been made by Buddhist monk Geomdan, the founder of Seonunsa Temple, on the request of King Wideok (r. 554-598) of the Baekje kingdom. However, the sculptural features of this Buddha are more representative of rock-carved Buddhas made during later periods.
This Buddha is sitting on a pedestal carved with a lotus petal design. The carving measures 15.5 m in height and 8.5 m in width between the knees. There was once a wooden canopy above the Buddha’s head, built as a protective structure for the Buddha. Holes remain where the wooden canopy was once installed. The square carving at the center of the Buddha’s chest is believed to be a chamber for enshrining sacred objects. An old local legend says the chamber once contained a mythical divination about the country’s fortune.

## 사진

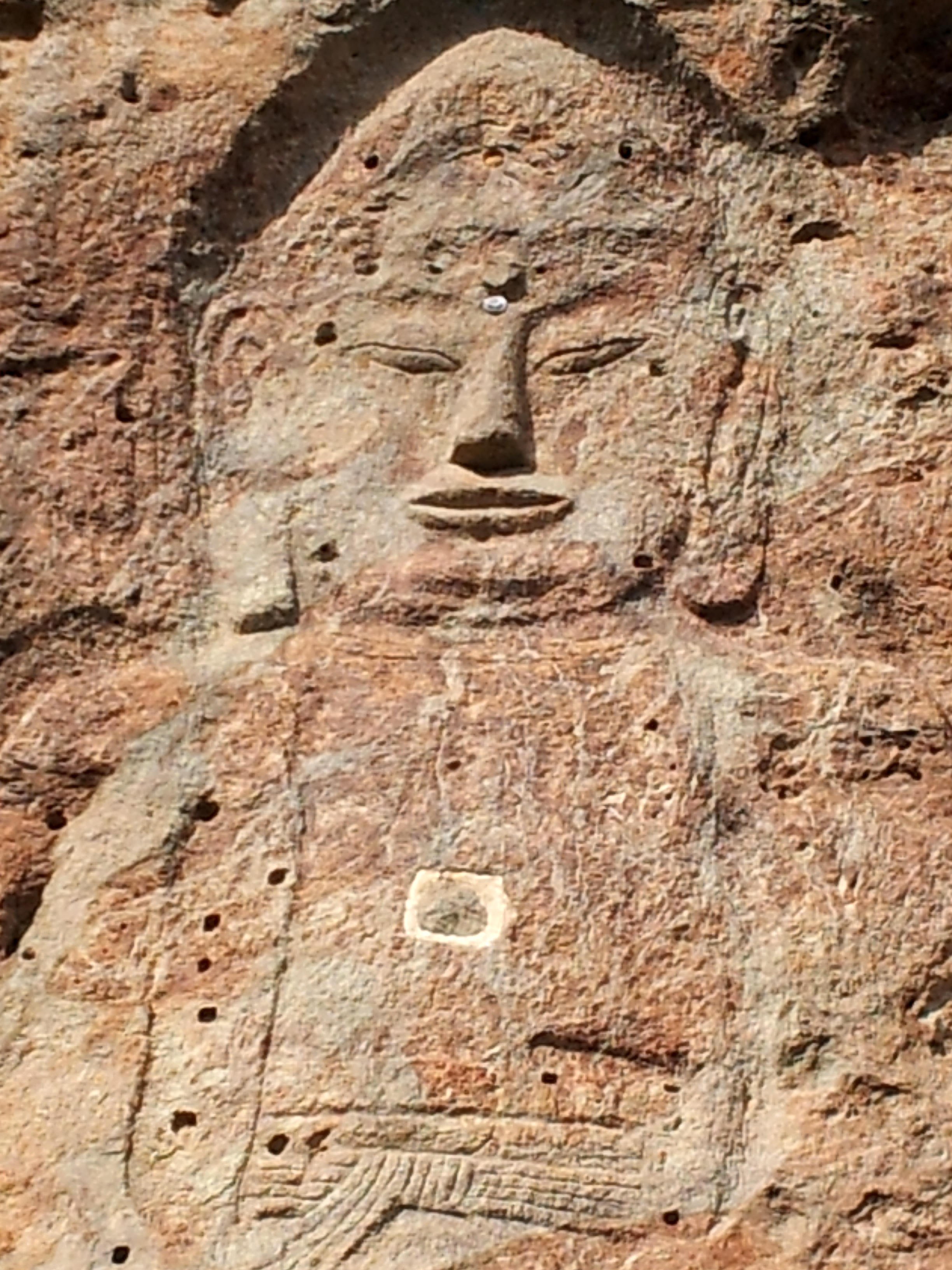